# Ministerio Público (Paraguay)
El Ministerio Público o Fiscalía General de la República del Paraguay, es un órgano autónomo funcional y administrativa, que representa a la sociedad ante los órganos jurisdiccionales. Se encarga de velar por el respeto de los derechos y de las garantías constitucionales, promover la acción penal pública en defensa del patrimonio público y social, del medio ambiente y de otros intereses difusos y de los derechos de los pueblos indígenas del país, y ejercer la acción penal en los casos en que para iniciarla o proseguirla no fuese necesaria instancia de parte.
El Ministerio Público, ejerce sus funciones en coordinación con el Poder Judicial y las demás autoridades de la República, pero sin sujeción a directivas que emanen de órganos ajenos a su estructura.

## Fiscalía General del Estado
El Ministerio Público tiene un titular, un jefe superior, que es el fiscal general del Estado, responsable de la administración y buen funcionamiento de la institución. El fiscal general ejerce todas las funciones que la Constitución y las leyes atribuyen al Ministerio Público, por sí mismo o por medio de los órganos establecidos en la norma. Su autoridad se extiende a todo el territorio nacional (Art. 49 - Ley Orgánica del Ministerio Público). El fiscal general del Estado presta juramento o promesa ante el Senado, mientras los agentes fiscales lo efectúan ante la Corte Suprema de Justicia.
Emiliano Rolón Fernández es el actual fiscal general del Estado de Paraguay, y el máximo representante del Ministerio Público, desde el 9 de marzo de 2023.

## Fiscalías Adjuntas
Las Unidades penales ordinarias están conformadas por los agentes fiscales que investigan los hechos punibles más comunes como el hurto, homicidio, invasión de inmueble, robo, lesión grave y otros, aunque también hay unidades especializadas que investigan hechos punibles específicos, como el contrabando, narcotráfico, trata de personas, lavado de dinero, abigeato, etc.. Así mismo hay agentes fiscales que intervienen en otros fueros además del penal, como el fuero civil y comercial, laboral, electoral, entre otros. 
Los agentes fiscales asignados a estas Unidades penales ordinarias investigan los delitos y crímenes que ocurren en sus jurisdicciones. Dependen jerárquicamente de los fiscales adjuntos y fiscales delegados de sus respectivas áreas. A su vez, los fiscales adjuntos (de cada Área) dependen jerárquicamente del fiscal general del Estado.

### Fiscalía Adjunta de unidades penales ordinarias
- Fiscalía del Área I: Corresponde a la Fiscalía General del Estado.
- Fiscalía Adjunta del Área II: Comprende las Fiscalías Barriales de la ciudad de Asunción.
- Fiscalía Adjunta del Área III: Comprende el departamento Central.
- Fiscalía Adjunta del Área IV: Comprende los departamentos de Guairá y Caazapá.
- Fiscalía Adjunta del Área V: Comprende el departamento de Itapúa.
- Fiscalía Adjunta del Área VI: Comprende el departamento de Caaguazú.
- Fiscalía Adjunta del Área VII: Comprende los departamentos Cordillera y Paraguarí.
- Fiscalía Adjunta del Área VIII: Comprende los departamentos de Presidente Hayes, Boquerón y parte de Alto Paraguay.
- Fiscalía Adjunta del Área IX: Comprende los departamentos de Amambay, Concepción y una parte del departamento de Alto Paraguay.
- Fiscalía Adjunta del Área X: Comprende los departamentos de Alto Paraná y Canindeyú.
- Fiscalía Adjunta del Área XI: Comprende el departamento de San Pedro.
- Fiscalía Adjunta del Área XII: Comprende los departamentos de Misiones y Ñeembucú.

### Fiscalía Adjunta del Área Tutelar
La mayoría de las fiscalías se encuentran en la ciudad de Asunción, sin embargo, algunas Fiscalías Adjuntas Ordinarias también cuentan con algunas de estas dependencias.
- Fiscalía en lo Civil y Comercial.
- Fiscalía de la Niñez y Adolescencia.
- Fiscalía Laboral.
- Fiscalía Electoral.
- Fiscalía de Cuentas.

### Fiscalías Adjuntas Especializadas
La mayoría de estas unidades se encuentran en la ciudad de Asunción, sin embargo, algunas Fiscalías Adjuntas Ordinarias también cuentan con algunas de estas dependencias.
- Unidad Especializada en Lavado de Dinero y Financiamiento del Terrorismo
- Unidad Especializada de Lucha contra el Abigeato
- Unidad Especializada de Hechos Punibles Contra la Seguridad y la Convivencia de las Personas
- Unidad Especializada contra el Contrabando
- Unidad Especializada en la Lucha Contra los Delitos de Propiedad Intelectual
- Unidad Especializada en la Lucha Contra la Trata de Personas y Explotación Sexual de Niños, Niñas y Adolescentes
- Unidad Especializada de Delitos Informáticos
- Unidad Especializada contra la Violencia  Familiar
- Unidad Especializada de Derechos Humanos
- Unidad Especializada de Delitos Ambientales
- Unidad Especializada en Hechos Punibles Contra la Libertad de las Personas
- Unidad Especializada de Delitos Económicos y Anticorrupción
- Unidad Especializada en la Lucha Contra el Narcotráfico